# Євтиховський
Євтиховський (рос. Евтиховский) — селище в Вигоницькому районі Брянської області Російської Федерації.
Населення становить 114 осіб. Входить до складу муніципального утворення Орменське сільське поселення.

## Історія
Від 2005 року входить до складу муніципального утворення Орменське сільське поселення.

## Населення
| 2010 | 2013 |
| ---- | ---- |
| 126  | ↘114 |